# Liburni
El liburni era la llengua parlada pels antics pobladors de Libúrnia a l'època clàssica. La seva classificació no és encara prou coneguda: es pensa que podria ser una llengua indoeuropea, però amb una elevada proporció d'elements preindoeuropeus.

## Classificació
No es coneixen escrits en liburni. Les úniques restes lingüístiques d'aquest idioma són topònims liburnis i alguns noms familiars i personals de Libúrnia, en forma llatinitzada del segle I a.C. Les diferències menors que es troben en els materials arqueològics propis de Liburnia en certa manera reflecteixen també l'especificitat ètnicolingüística. Això va causar moltes especulacions sobre la seva llengua.
A través de l'estudi de l'onomàstica de la província romana de Dalmàcia, Géza Alföldy ha arribat a la conclusió que el liburni i l'istri pertanyien a l'àrea de la llengua venètica. En particular, alguns antropònims liburnis mostren una forta afinitat venètica, alguns noms són semblants i les arrels són comunes, com Vols-, Volt-, i Host- (<PIE *ghos-ti, "estrany, hoste, amfitrió"). Els noms liburnis i vènets també comparteixen sufixos comuns, com ara -icus i -ocus.
Jürgen Untermann, que es va centrar més en l'onomàstica libúrnia, ha relacionat els liburnis de la costa oriental d'Istria amb els vènets. Ha definit tres grups de noms: un al nord de Liburnia, estructuralment similars als dels istris i vènets; un altre vinculat als dàlmates, lapodes i altres il·liris del sud del seu territori; i un tercer grup de noms comuns al llarg de tot el territori liburni.
Els noms de les deïtats locals també tenien diferents distribucions regionals, mentre que els topònims, tant en l'estructura com amb la forma, mostren una major diversitat i una dispersió més àmplia, amb característiques preindoeuropees (mediterrànies), indoeuropees i locals, segons R. Katičić, que ha estudiat els topònims liburnis i ha observat la diferenciació ètnica i lingüística d'aquest poble. S. Čače ha assenyalat que la pertinença de la llengua liburniana a la zona nord-Adriàtica en l'àrea dels iapots i dàlmates és difícil de provar a causa de les escasses restes. Els liburnis eren essencialment diferents dels istris i vènets, tant cultural com ètnicament, cosa que s'observa sobretot en la tradició dels enterraments, de manera que eren els més propers als dàlmates. L'idioma liburni es va desenvolupar sobre una base indoeuropea, però els liburnis mantenien fortes tradicions preindoeuropees, com es constata en les seves relacions socials, indubtablement relacionades amb el seu desenvolupament cultural independent i l'aïllament territorial.
Excepte el topònim Liburnum a Ligúria, els noms liburnis es relacionen amb Àsia Menor i Etrúria. Altres congruències toponomàstiques i onomàstiques es troben entre Libúrnia (i algunes altres regions de la Il·líria romana) i les províncies d'Àsia Menor de Lídia, Cària, Pisídia, Isàuria, Pamfília, Licaònia i Cilícia, especialment entre Libúrnia i Lícia, acompanyades per les similituds en els elements de l'organització social, com ara el matriarcat i la ginecocràcia (gynaikokratia) i l'organització del territori, aquest últim, a la regió de l'Adriàtic i voltants s'assembla a Etrúria, Messàpia i el sud d'Itàlia.
Característiques compartides pel liburni i altres llengües antigues se n'han trobat escasses en el llenguatge de Libúrnia, tan sols noms i topònims registrats durant l'Edat del Ferro i en els temps posteriors, que s'han mostrat insuficients per a definir qualsevol classificació lingüística més precisa, excepte en l'evidència del desenvolupament en l'indoeuropeu d'elements significatius de base preindoeuropea.
Els liburnis van ser conquerits pels romans l'any 35 abans de Crist, però tot i la romanització, especialment a les grans ciutats, conservaren les seves tradicions fins al s. IV després de Crist, com ho demostra l'arqueologia. L'idioma liburni finalment va ser substituït pel llatí, probablement durant l'antiguitat tardana.

## Onomàstica

### Antropònims
El nom individual + patronímic, era una fórmula comuna entre els il·liris que era rara entre els liburnis. En una regió on la fórmula dels tres noms romans ja s'havia propagat ( praenomen ,  nomen gentile ,  sobrenom :  Caius Julius Caesar ), la fórmula nadiua de dos noms apareix en diverses variants. El nom personal, més el nom de la família es troba al sud de Libúrnia, mentre que el nom personal, a més del nom de família, més el patronímic es troba en tota l'àrea liburniana. Per exemple:  Avita Suioca Vesclevesis ,  Velsouna Suioca Vesclevesis f(ilia) , ' 'Avita Aquillia L(uci) f(ilia)' ',' 'Volsouna Oplica Pl(a)etoris f(ilia)' ',' 'Vendo Verica Triti f(ilius)' '.
- Acaica
- Aetor
- Avitus (masc.), Avita (fem.)
- Boninus
- Cliticus
- Colatina
- Curticus
- Darmo
- Dumma
- Hosp(olis)
- Hostiducis (gen.)
- Hostiices
- Lambicus
- Malavicus
- Marica
- Menda
- Moicus
- Oclatinus
- Oeplus
- Opia
- Opiavus
- Oplus

Distribució aproximada de les llengües a Itàlia durant l'edat del ferro (segle VI a. C.).

- Plaetor, gen. Plaetoris. Trobat entre els vènets com  Plaetorius ; entre els il·liris com  Plator , genitiu  Platoris . Testificat com  Pletor  en una inscripció que es troba a la zona de Ljubljana a Eslovènia.
- Patalius
- Recus
- Suioca
- Tarnis
- Toruca
- Trosius
- Turus
- Vadica
- Velsouna (fem.)
- Viniocus
- Volaesa
- Volscus
- Volsetis (gen.)
- Volso
- Volsonus
- Volsounus (masc.), Volsouna (fem.)
- Volsus
- Voltimesis (gen.)
- Vol(l)tis(s)a
- Zupricus

La majoria dels noms anteriors són desconeguts entre els veïns dels liburnis de l'est i sud (dàlmates, etc.), però, molts tenen formes semblants en venètic. Els següents noms es consideren exclusivament liburnis, però, un (Buzetius) també està testificat entre els Iapods veïns del nord i nord-est:
- Aeia
- Barcinus
- Buzetius
- Caminis (gen.)
- Ceunus
- Clausus
- Granp (...). documentat sols en forma abreujada.
- Iaefus
- Lastimeis (gen. ?)
- Mamaester
- Pasinus
- Picusus
- Tetenus
- Vesclevesis (gen.).
- Virno

### Teònims
- Anzotica. La Venus dels liburnis.